# Randolph Hewton
Randolph Stanley Hewton, né le 12 juin 1888 à Maple Grove (Québec) et mort le 17 mars 1960 à Belleville (Ontario), est un peintre canadien.

## Biographie
Né le 12 juin 1888 à Maple Grove, au Québec, il a étudié avec William Brymner à Montréal et a ensuite étudié à l'Académie Julian à Paris.  Il servit outre-mer pendant la Première Guerre mondiale, prenant part à l'offensive de la Somme et reçut la Croix militaire en 1918.  Après la guerre, il travailla pour Miller Brothers, fabricant de boîtes en papier, et devint président de la société en 1921. Il quitta la compagnie pour se concentrer sur la peinture mais revint au poste de président de la compagnie en 1926. Hewton a également épousé Isobel Monk (née Robertson) à cette époque.  En 1933, il s'éloigna de Montréal lorsque Miller Brothers s'installa à Glen Miller, en Ontario. 
Hewton était un membre fondateur du Canadian Group of Painters.  Il a été admis à l'Académie royale des arts du Canada en 1934.  Il a contribué à la fondation du Beaver Hall Group, un groupe d'artistes plasticiens canadiens basé à Montréal, en 1920. 
Hewton est décédé le 17 mars 1960 à Belleville, en Ontario, à l'âge de 71 ans. 

## Musées et collections publiques
- Agnes Etherington Art Centre
- Art Gallery of Alberta
- Art Gallery of Greater Victoria
- Art Gallery of Hamilton
- Art Gallery of Nova Scotia
- Galerie d'art Beaverbrook
- Galerie Leonard & Bina Ellen, Université Concordia
- Musée de Lachine
- Musée des beaux-arts de l'Ontario[4]
- Musée des beaux-arts de Montréal
- Musée des beaux-arts du Canada
- Musée national des beaux-arts du Québec[5]
- RiverBrink Art Museum
- Vancouver Art Gallery